# انترس‌تینکنبرون
انترس‌تینکنبرون (به آلمانی: Unterstinkenbrunn) یک منطقهٔ مسکونی در اتریش است که در ناحیه میستلباخ واقع شده‌است. انترس‌تینکنبرون ۵۹۸ نفر جمعیت دارد.